# Хагири Тебризи
Хагири Тебризи (азерб. Həqiri Təbrizi; род. XV век, Тебриз, Ак-Коюнлу) — азербайджанский поэт, писавший на родном азербайджанском и персидских языках. 

## Биография
Хагири Тебризи родился и прожил большую часть своей жизни в городе Тебриз. 

## Творчество
Самое известное его произведение — поэма «Лейли Меджнун», написанная в жанре месневи. Хагири написал свою версию «Лейли и Меджнун» за 9 лет до Физули, и это первое произведение про Лейли и Меджнуна, написанное полностью не на персидском, а на азербайджанском языке. Произведение привлекает тем, что оно написано простым и понятным языком. До наших дней среди произведений Тебризи, написанных на азербайджанском языке дошло только «Лейли Меджнун», написанное в 1525 году. Работу впервые представил миру науки Шарль Рио. Так как Шарль Рио не мог хорошо прочитать это произведение, содержащееся в рукописи, он представляет его как произведение неизвестного автора. По словам турецкого филолога и историка литературы Агяха Сырры Левенда, хотя Рио говорит, что произведение принадлежит неизвестному азербайджанскому поэту, оно принадлежит Хагири Тебризи, так как поэт указывает своё имя в двух местах поэмы. «Лейли Меджнун» является одним из немногих произведений Тебризи, сохранившихся до наших дней. Оригинальная рукопись хранится в Лондонском музее. Многие исследователи задавались вопросом, под влиянием какого поэта Хагири написал данный месневи. Сам Хагири упоминал имена трёх поэтов: Низами, Дехлеви и Хатифи. Когда работа была исследована, стало ясно что больше всего Хагири вдохновлялся от Хатифи.